# Los burócratas del amor
«Los burócratas del amor» es una canción del grupo musical argentino Babasónicos, lanzada el 17 de septiembre de 2013 como descarga digital y como segundo sencillo de su undécimo álbum de estudio Romantisísmico.
El 9 de septiembre de 2013 se compartió en su cuenta oficial de YouTube el audio del segundo sencillo del álbum.
El 22 de octubre, se dio a conocer el vídeo musical del sencillo, grabado en Buenos Aires y dirigido por el director argentino Juan Cabral, el mismo que había dirigido el vídeo del primer sencillo del álbum «La lanza».

## Video musical
Un video musical para acompañar el lanzamiento de «Los burócratas del amor» fue lanzado en YouTube el 22 de octubre de 2013. El vídeo muestra un televisor en blanco y negro donde se pueden ver a los integrantes de la banda y diferentes objetos en la secuencia del video, además de la letra de la canción. En él, también, se puede apreciar un fragmento de la canción «Run run» del mismo disco, casi en la parte final del video.

## Recepción
La recepción fue muy bien recibida por parte del público y de la crítica, pero con respecto al primer sencillo, no tuvo tanto éxito como el sencillo antecesor.

## Posicionamiento en listas
| Lista                   | Mejor posición |
| ----------------------- | -------------- |
| Argentina Singles Chart | 22             |